# Беляев, Николай Михайлович (историк)
Николай Михайлович Беляев (11 сентября 1899, Санкт-Петербург — 23 декабря 1930, Прага) — историк-византинист, искусствовед, археолог. Один из основателей Семинара имени Н. П. Кондакова и его учёный секретарь до своей смерти. Ученик и редактор посмертно изданных работ русского историка Н. П. Кондакова.

## Биография
Николай Беляев родился в Санкт-Петербурге в многодетной дворянской семье Беляевых, известной своими военными традициями. Его отец Михаил Николаевич (1868—1920) был артиллерийским генералом, двоюродный брат отца М. А. Беляев (1864—1918) был последним военным министром Российской империи. Начальное образование Николай Беляев получил в школах Гатчины и Санкт-Петербурга, рано проявив склонность к гуманитарным наукам. В 1916 году поступил на историко-филологический факультет Петербургского университета, где участвовал в работе семинара Н.И. Кареева. После Февральской революции 1917 года поступил вольноопределяющимся во 2-ю особую артиллерийскую бригаду, а в июле был принят юнкером в Константиновское артиллерийское училище. После Октябрьской революции Беляев присоединился к Белому движению на Юге России, сначала у генерала Алексеева в Добровольческой армии. Рядовым Беляев воевал под Ростовом-на-Дону, вместе с партизанами есаула Чернецова попал в плен, но смог бежать. Участвовал в Ледяном походе генерала Корнилова, был ранен и попал в плен вторично. Затем продолжил воевать на Украине и в Крыму. Был награждён Георгиевским крестом 4-й степени и нагрудным знаком «Чернецовцев». В ноябре 1920 года Беляев эвакуировался из Крыма в Константинополь, где уже проживала его сестра. Перебиваясь случайными заработками, он пробыл там до весны следующего года, после чего при поддержке американского Красного Креста перебрался в Прагу. Там он смог возобновить учёбу на философском факультете Карлова университета, избрав своей специальностью историю византийского искусства.
Хотя в числе педагогов Беляева были такие признанные учёные, как Л. Нидерле по русской и славянской археологии, Б. Грозный по истории Востока, своим подлинным наставником и научным руководителем он считал Н. П. Кондакова. После  смерти Н.П. Кондакова в 1925 году, Николай Беляев стал одним из основателей Seminarium Kondakovianum. В первом номере печатного издания семинара вышло первое большое исследование Беляева «Украшение поздне-античной и ранне-византийской одежды». Университет он закончил в 1927 году со степенью доктора философии, после чего полностью посвятил себя научной деятельности в рамках Семинара. Там он исполнял обязанности учёного секретаря и вёл занятия со студентами. При участии Беляева вышла серия исследований, посвящённых иконографии «Зографика». Он же редактировал труды Н.П. Кондакова, выходившие после его смерти. По поручению Семинара Н. Беляев совершил ряд заграничных поездок, в том числе в монастыри Афона, по результатам которых были сделаны доклады.
В 1926 году Беляев женился на другой слушательнице Кондакова, Любови Павловне Кондрацкой. Н. Беляев погиб 23 декабря 1930 года в Праге в результате несчастного случая.